# MotoGP 17
MotoGP 17 est un jeu vidéo de course développé et édité par Milestone, sorti en 2017 sur Windows, PlayStation 4 et Xbox One.